# Eloy Lenzi
Eloy Lenzi (Lagoa Vermelha, 22 de setembro de 1924 – 21 de dezembro de 1997) foi um advogado e político brasileiro.
Filho de José Luís Lenzi e Madalena Toaldo Lenzi. Casou com Fidélia Sansão Lenzi e, posteriormente, com Marisa Helena Alves da Silva Lenzi. Teve três filhos.
Foi eleito deputado federal pelo Rio Grande do Sul nas eleições estaduais no Rio Grande do Sul em 1970, pelo MDB, nas eleições estaduais no Rio Grande do Sul em 1974 e nas eleições estaduais no Rio Grande do Sul em 1978.